# مانها
المانهوا (بالصينية المبسطة:漫画;بالصينية التقليدية:漫畫; بينيين:Mànhuà) هي القصص المصورة الصينية المنتجة في بر الصين الرئيسي، هونغ كونغ، تايوان.

## أصل التسمية
كلمة «مانهوا»، أدبيًا «رسومات تخطيطية ارتجالية»، في الأصل مصطلح من القرن الثامن عشر استُعمل في الرسم الأدبي الصيني. أصبح شائعًا في اليابان كمانجا في بدايات القرن التاسع عشر. عنوان فينغ زيكاي، سلسلته الكرتونية عام 1925 بزيكاي مانهوا، معيدًا المصطلح إلى الصينية بمعنى عصري.
وُجدت عدة مصطلحات غير مانهوا سابقًا، كان لهذا الأسلوب بالذات الأسبقية على العديد من الأوصاف الأخرى لفن الكارتون الذي استُخدم سابقًا وأصبحت المانهوا مرتبطة بكل المجلات الهزلية الصينية.
تتشابه الأحرف الصينية للمانهوا مع تلك المستخدمة في المانجا اليابانية والمانهوا الكورية. يًسمى الشخص الذي يرسم المانهوا أو يكتبها باسم مانهواجيا، بالصينية المبسطة: 漫画家 ؛ الصينية التقليدية: 漫畫家 ؛ بينيين: mànhuàjiā.

## تأريخها
أقدم الأمثلة الباقية على الرسوم الصينية هي النقوش الحجرية من القرن الحادي عشر قبل الميلاد وعلى الفخار من 5000 إلى 3000 قبل الميلاد. أمثلة أخرى تتضمن رسومات فرشاة رمزية من عهد سلالة مينغ الحاكمة، ورسمة ساخرة بعنوان «الطاووس» لرسام اسمه شو دامن من سلالة مينج الحاكمة، وعمل آخر باسم «صور الأشباح الهزلية» نحو عام 1771 للو ليانج-فينج. وُلدت المانهوا الصينية أواخر القرن التاسع عشر وبداية القرن العشرين، تقريبًا في الفترة 1867 - 1972.
كان إدخال طرق الطباعة الحجرية المستمدة من الغرب تعد خطوة حاسمة في توسيع الفن في أوائل القرن العشرين. في بدايات سبعينيات القرن السابع عشر، ظهرت الرسوم الهزلية في الصحف والمجلات. بحلول عشرينيات القرن العشرين، كانت الكتب المصورة بحجم الكف مثل ليانهوانهوا شائعة في شنغهاي. تُعد السوابق للمانهوا في العصر الحديث.
جاءت إحدى المجلات الأولى للرسوم الكرتونية الساخرة من المملكة المتحدة بعنوان لكمة الصين. كانت أول عينة رسمها شخص صيني الوضع في الشرق الأقصى من تسي تسان-تاي في 1899، طبعت في اليابان. أسس سون يات-سين الصين في 1911 باستخدام مانهوا هونغ كونغ في نشر دعاية مناهضة لأسرة تشينج. عكست بعض من المانهوا النضالات المبكرة للفترات السياسية وفترات الحرب مثل السجل الحقيقي ورنجيان المصورة.
حتى تأسيس جمعية شنغهاي للرسم سنة 1972، كانت جميع السابقة ليانهوانهوا أو مجموعات واسعة من المواد. ظهرت أول مجلة مانهوا ناجحة، رسم شنغهاي في 1928. ما بين 1934 و1937 نشرت نحو 17 مجلة مانهوا في شانجهاي. استُخدم هذا التنسيق مرة أخرى للدعاية مع اندلاع الحرب الصينية اليابانية الثانية. مع الاحتلال الياباني لهونغ كونغ في 1941، وقعت الفوضى السياسية بين القوميين والشيوعيين. أرّخت إحدى المانهوا الحساسة «هذا عصر الكارتون» لرينجيان هواهوي الخلفية السياسية في ذلك الوقت.
كانت سانماو تشانغ ليبنغ إحدى أشهر وأكثر القصص الهزلية في تلك الفترة، نشرت أول مرة سنة 1935.
خلال الحرب ضد اليابان، التي بدأت في 1937، هرب العديد من رسامي الكاريكاتير الصينيين، منهم يي شانيو إلى شانغهاي وعدة مدن أخرى وشنوا «حرب عصابات كارتونية» ضد المحتلين اليابانيين بإقامة معارض رسوم متحركة متنقلة ونشر مجلات رسوم متحركة في المدن الداخلية مثل هانكو.
أدت الهجرة الصينية إلى تحويل هونغ كونغ إلى السوق الرئيسي للمانهوا، خاصة مع ولادة جيل جديد من الأطفال. كانت كارتون وورلد، أكثر مجلات المانهوا تأثيرًا على البالغين، الأمر الذي غذى مبيعات أنكل شوي. توافر القصص المصورة اليابانية والتايوانية كان تحديًا للصناعة المحلية، إذ بيعت بثمن بخس، نحو 10 سنتات. وُجدت حاجة إلى مانهوا لتنشيط الصناعة المحلية مثل أولد ماستر كيو.

وصول التلفاز في السبعينات كانت نقطة تحول. سيطرت أفلام بروس لي على تلك الفترة وأطلقت شعبيتها موجة جديدة من مانهوا الكونغ فو، وتدخلت حكومة هونغ كونغ بقانون النشر غير اللائق في 1975. كانت ليتل راسكالز واحدة من النماذج التي استوعبت كل التغييرات الاجتماعية. النماذج التي ستشتهر في التسعينيات مع أعمال مثل مكماج وقصص من ثلاثة أجزاء مثل «تيدي بوي» و«بورتلاند ستريت» و«رد لايت دستركت».

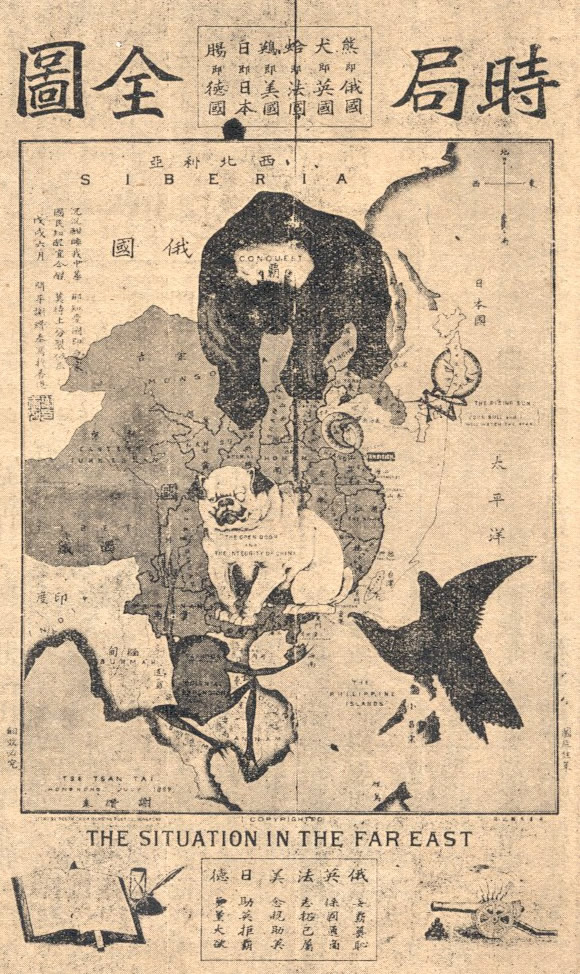
الوضع في الشرق الأقصى، منها 1899 من طرف تسي تسان-تاي